# هنری جیمز سامنر ماین
سر هنری جیمز سامنر ماین (به انگلیسی: Sir Henry James Sumner Maine KCSI)؛ (۱۵ اوت ۱۸۲۲–۳ فوریه ۱۸۸۸)، عضو حزب ویگ بریتانیا بود و حقوقدان تطبیقی و تاریخ‌نگار شد.
شهرت او به سبب این نظر است که در کتاب «قانون باستان» مطرح نمود: قانون و جامعه «از موقعیت تا قرارداد» توسعه یافته‌اند.
بر اساس این نظر، در دنیای باستان، افراد از نظر موقعیت با گروه‌های سنتی پیوند محکمی داشتند در حالی که در دنیای مدرن افراد به‌عنوان کارگزاران خودمختار در نظر گرفته می‌شوند و آزادند تا با هر کسی که بخواهند قرارداد ببندند و معاشرت کنند.
به سبب این نظر، ماین را می‌توان یکی از پیشینیان انسان‌شناسی حقوقی، تاریخ حقوقی و جامعه‌شناسی حقوقی مدرن دانست.

## اوایل زندگی
ماین پسر جیمز ماین از  کلسو، راکسبورگشایر بود. او در بیمارستان مسیح تحصیل کرد، جایی که در سال ۱۹۰۲ پانسیونش به نام او نامگذاری شد. در سال ۱۸۴۰ به کالج پمبروک، کمبریج رفت. در کمبریج، به عنوان یک پژوهشگر کلاسیک مورد توجه قرار گرفت. در سال ۱۸۴۲ برنده «مدال طلای صدراعظم» برای شعر شد.
او  برنده بورس تحصیلی کریون شد. در سال ۱۸۴۴ به عنوان کلاسیک ارشد فارغ‌التحصیل و همچنین برنده مدال طلای صدراعظم شد. او حواری کمبریج بود. مدت کوتاهی پس از آن، وی تدریس خصوصی را در تالار ترینیتی هال کمبریج پذیرفت.
در سال ۱۸۴۷، به عنوان استاد حقوق مدنی دانشگاه کمبریج منصوب شد و تا سال ۱۸۵۴ این کرسی را در اختیار داشت. وی در سال ۱۸۵۲ به عنوان بازرس در مسافرخانه‌های دادگاه منصوب شد.

## در هند

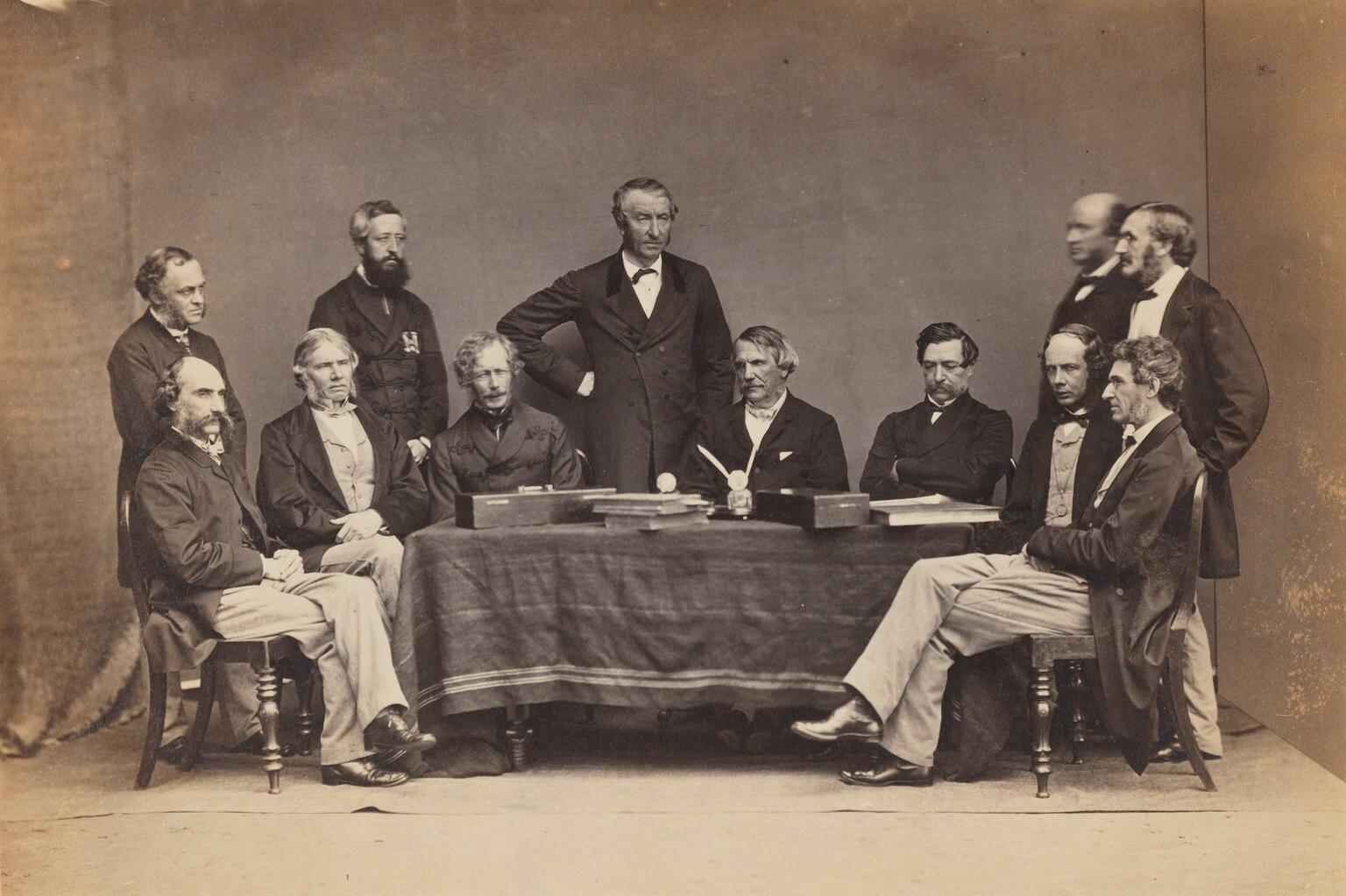
ماین، در جایگاه دوم از سمت راست، با «جان لارنس، اولین بارون لارنس»، نایب السلطنه هند و سایر اعضا و دبیران شورا در سیملا، هند، توسط بورن و شپرد، در حدود ۱۸۶۴

پست عضو قانونی شورا در هند در سال ۱۸۶۱ به ماین پیشنهاد شد. او یک بار به سبب مسئله سلامتی آن را رد کرد. سال بعد، ماین متقاعد شد تا بپذیرد و معلوم شد برای او، هند مناسب تر از کمبریج یا لندن است. از وی خواسته شد مدت خدمت خود را بیشتر از دوره عادی پنج ساله تمدید کند. ماین در سال ۱۸۶۹ به انگلستان بازگشت.
موضوعاتی که وظیفه ماین بود تا در مورد آنها به دولت هند مشاوره دهد، به همان اندازه سیاسی، حقوقی هم بودند. مسایلی مانند اسکان زمین در منطقه پنجاب یا «قانون ازدواج مدنی ویژه، ۱۹۵۴» برای تأمین نیازهای هندوهای غیرمتعارف،
یا پاسخ به این پرسش که چقدر مطالعه زبان فارسی برای کارمندان دولتی اروپایی لازم است یا تا کجا باید تشویق شود؟ 
علاوه بر اینها، برنامه‌های کدنویسی با راهنمایی ماین تهیه و عمدتاً عملیاتی شد که توسط جانشینان او، «سر جیمز فیتزجامز استفان» و «دکتر ویتلی استوکس» اجرا شد.
ماین در سال ۱۸۷۱ به عضویت شورای وزارت امور خارجه درآمد و تا پایان عمر در این سمت باقی ماند. در همان سال به او مدال «شوالیه‌های فرمانده نشان ستاره هندوستان» (KCSI) اهدا شد.2

## استاد آکسفورد
در سال ۱۸۶۹، ماین کرسی استادی  حقوق تاریخی و تطبیقی را کسب کرد که
به تازگی در کالج کورپوس کریستی، دانشگاه آکسفورد تأسیس شده بود.

## مرگ
ماین که همیشه مریض احوال بود، در اواخر سال ۱۸۸۷ سلامتی خود را تا حد زیادی از دست داد. او تحت نظر پزشک به ریویرا رفت و سرانجام در ۶۶ سالگی در ۳ فوریه ۱۸۸۸ در کن (فرانسه) درگذشت. او همسری بنام جین و دو پسر داشت که بزرگترشان اندکی بعد از فوت پدرش درگذشت. یک پرتره روغنی از جین نزد پسرانش باقی مانده‌است.